# Kiosk (Ernst-Ludwigs-Platz)
Der Kiosk (auch: Echo-Kiosk) auf dem Ernst-Ludwigs-Platz ist ein Bauwerk in Darmstadt.  

## Geschichte und Beschreibung
Der Kiosk wurde 1954 erbaut. Typische Details sind der kreisrunde Grundriss, das Flachdach, das umlaufende Fensterband und die mit Messing eingefassten Fenster.

## Denkmalschutz
Aus künstlerischen und stadtbaulichen Gründen steht der Kiosk unter Denkmalschutz. Laut der Denkmalbeschreibung ist der Verkaufskiosk ein typisches Beispiel für die Architektur der 1950er Jahre. Er hat ein weit auskragendes filigranes Dach und eine großflächige, schräggestellte Verglasung.